# Mario Stoppani
Mario Stoppani, né le 24 mai 1895 à Lovere et mort le 20 septembre 1959 à Lovere, était un aviateur italien. As de l'aviation de chasse durant la Première Guerre mondiale (6 victoires aériennes), il devint dans l'entre-deux-guerres un des plus célèbres pilotes d'essai d'Italie, établissant plusieurs records aéronautiques.

## Distinctions
- médaille d'argent de la Valeur militaire (1915)
- Croix de Saint-Georges de troisième classe (1917)
- Médaille d'or de la Valeur Aéronautique (1938)

## Hommages
- Il existe une rue nommée "Via Mario Stoppani" à Guidonia Montecelio[3].